# پل بایسه
پل بایسه (انگلیسی: Paul Baysse؛ زادهٔ ۱۸ مهٔ ۱۹۸۸) بازیکن فوتبال اهل فرانسه است.
از باشگاه‌هایی که در آن بازی کرده‌است می‌توان به باشگاه فوتبال سن-اتین، باشگاه فوتبال استاد برستوا ۲۹، باشگاه فوتبال سدان، باشگاه فوتبال بوردو، و باشگاه فوتبال نیس اشاره کرد.
وی همچنین در تیم‌های ملی فوتبال زیر ۲۰ سال فرانسه و زیر ۲۱ سال فرانسه بازی کرده‌است.